# Scooby-Doo! Hajsza a vadnyugaton
A Scooby-Doo! Hajsza a vadnyugaton (Scooby-Doo! Shaggy's Showdown) egy 2017-ben bemutatott egész estés amerikai animációs film, amelyet a Warner Bros. Animation készített.

## Cselekmény
Az egyik kis városban az emberek a turizmusból tartják fent magukat, főleg a hely régi legendája vonz sok látogatót. Ő egy gazfickó volt, aki rettegésben tartotta a helybélieket, bankokat rabolt a kutyájával és mindenféle galád tettet hajtott végre. Mára már csak a mítosza maradt fent, ami jó megélhetést teremt az itt élőknek. Ide érkezik a Rejtély Rt. egy kicsit lazítani, mert Bozont távoli rokona meghívta őket. Csakhogy pont rosszkor érkeznek, mert a régi legenda szelleme életre kelt és mindenkit az őrületbe kerget. Bozont is arra figyel fel, hogy mindenki fél tőle, pedig ő semmi olyat nem tett, ami okot adhatna az aggodalomra. Majd miután megtudja, hogy ő a legenda leszármazottja és a kiköpött mása, rájön, hogy ez az oka mindennek. A település lakói elmondják Vilmáéknak, hogy a szellem annyira tönkre tett mindent, hogy már alig akad turista a városban, és a bevételek is nagyon visszaestek. Ha ez így folytatódik, tönkre megy az egész város. A Rejtély Rt. tagjai ezért úgy döntenek, hogy segítenek a városon. Elkezdik kikérdezni az embereket és próbálnak a szellem nyomára bukkanni.

## Szereplők
| Szereplő | Eredeti hang          | Magyar hang     |
| --- | --------------------- | --------------- |
| Scooby-Doo | Frank Welker          | Vass Gábor      |
| Fred | Frank Welker          | Markovics Tamás |
| Bozont | Matthew Lillard       | Fekete Zoltán   |
| Diána | Grey DeLisle          | Hámori Eszter   |
| Vilma | Kate Micucci          | Madarász Éva    |
| Larry | Carlos Alazraqui      | Elek Ferenc     |
| Buddy G. | Max Charles           | Nagy Gereben    |
| Rafe | Gary Cole             | Sarádi Zsolt    |
| Desdemona Gunderson | Jessica DiCiccio      | Eke Angéla      |
| Carol | Tania Gunadi          | Köves Dóra      |
| Kyle | Eric Ladin            | Takátsy Péter   |
| David | Nolan North           | Géczi Zoltán    |
| Andy Gunderson | Stephen Tobolowsky    | Holl Nándor     |
| Sharon | Lauren Tom            | Kis-Kovács Luca |
| Tawny | Melissa Villasenor    | Bozó Andrea     |
| Midge Gunderson | Kari Wahlgren         | Kocsis Mariann  |
| Szakács | Gary Anthony Williams | Vida Péter      |
| További magyar hang |                       |                 |
| Bárány Virág, Barbinek Péter, Bordás János, Böröndi Bence, Fellegi Lénárd, Formán Bálint, Gyarmati Laura, Kovács Lehel, Lipcsey Colini Borbála, Martin Adél, Mesterházy Gyula, Sörös Miklós, Téglás Judit |                       |                 |